# オルステン動物群

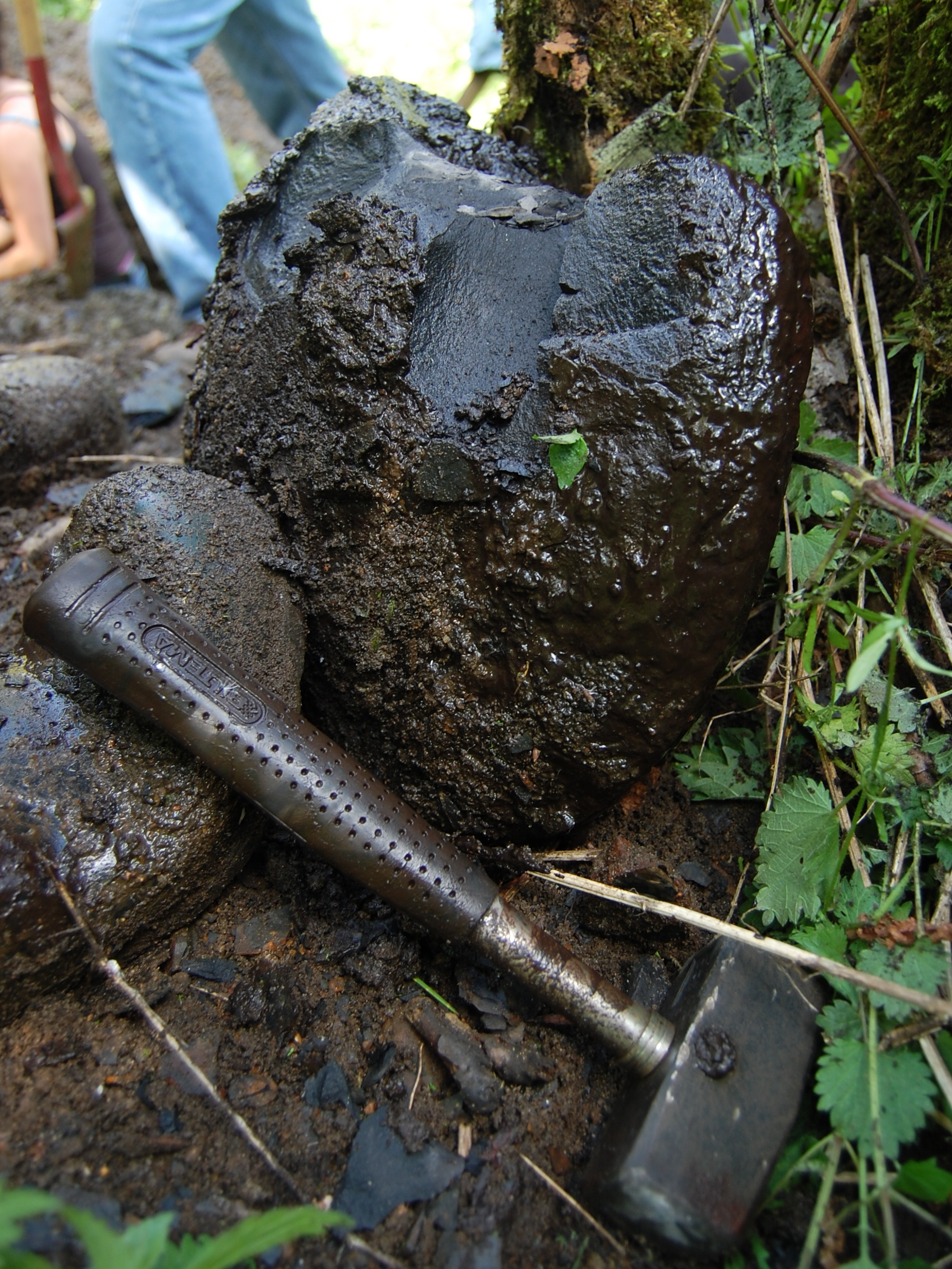
スウェーデン南部のフロンギアン統から産出したオルステン

オルステン動物群（Orsten fauna）は、オルステンのラーガーシュテッテに化石として保存された動物群。カンブリア紀の第三世や第四期（第二世）からフロンギアン世にあたるエイラム頁岩中の有機物に富む石灰岩中に保存されており、特にスウェーデン南部に分布する。

## 概要
1975年に Klaus Müller と彼の助手が発見した最初の発掘サイトでは、硬組織を持たない生物やその幼生が例外的に3次元的に保存されていた。化石が保存されている石灰岩塊自体が酸の作用を受けても、化石はリン酸塩とケイ酸塩に覆われていて繊細なキチン質のクチクラや軟質部分は酸の影響を受けないため、酸による研究が行われた。石灰岩が酸によって溶解すると、アシッド・エッチングと呼ばれる復元プロセスで微化石を浮かび上がるのである。2011年に前田晴良らは糞粒が濃集している厚さ約3センチメートルのペレット層にのみ化石が立体的に保存されていること、そして遺骸の保存に寄与したリンが化石を取り巻く糞に由来していることを発表した。
石灰岩ノジュールを含むエイラム頁岩で構成されるカンブリア紀の地層（エイラム頁岩累層）は、水深50 - 100メートル程度の、酸素が枯渇した海洋底水の生息環境の産物と解釈されている。
オルステン型の化石はカナダ東部のネバダ州やイングランド、ポーランド、シベリア、中華人民共和国、オーストラリアのノーザンテリトリーからも産出している。排泄物の濃縮した地層は世界各地に存在しており、これらから良好な保存状態の化石が得られる可能性がある。

### ギャラリー
化石産地は特筆したもの以外はスウェーデン産。オルステン研究のウェブサイトC.O.R.Eのデータに基づく。

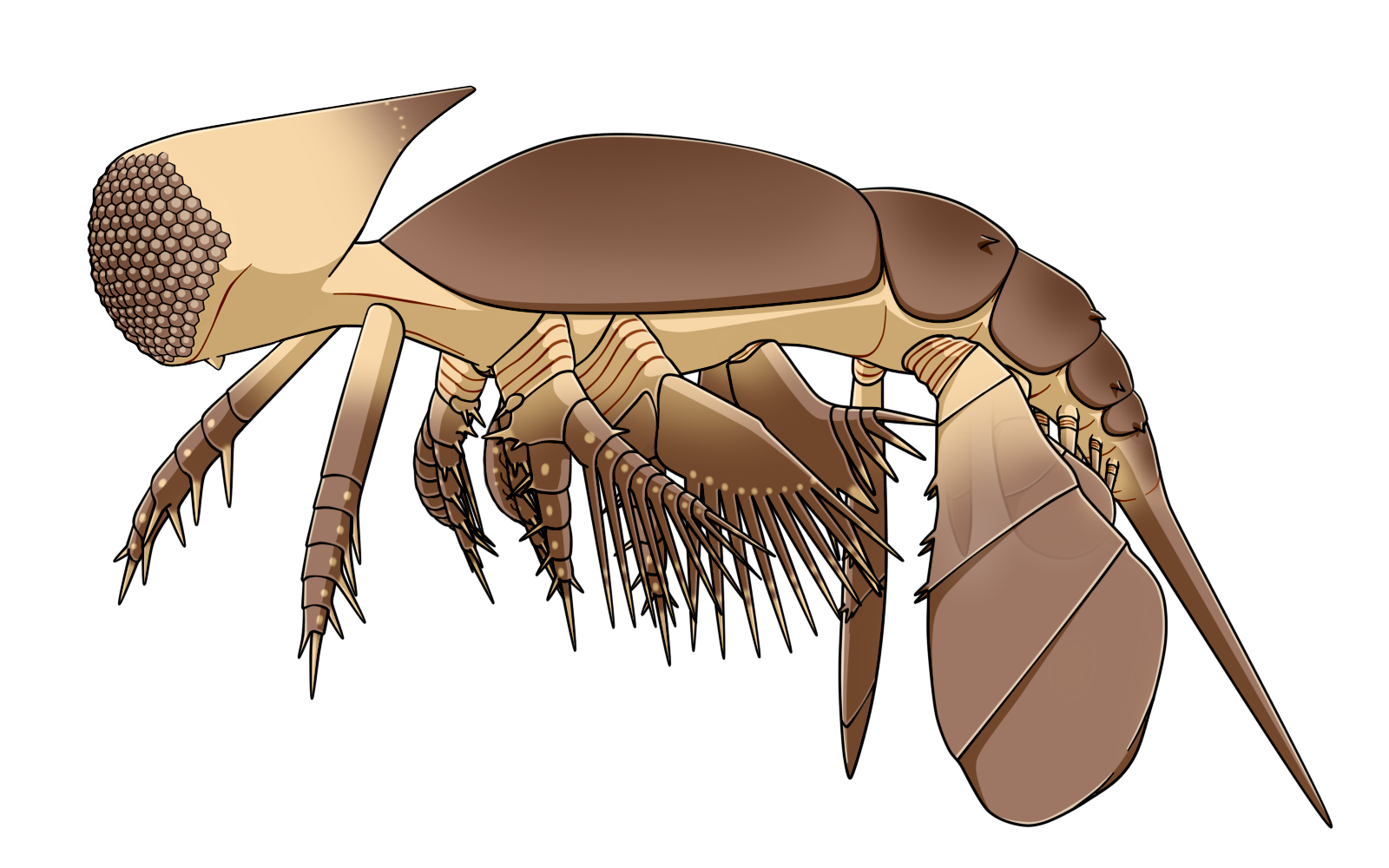
カンブロパキコーペ　Cambropachycope
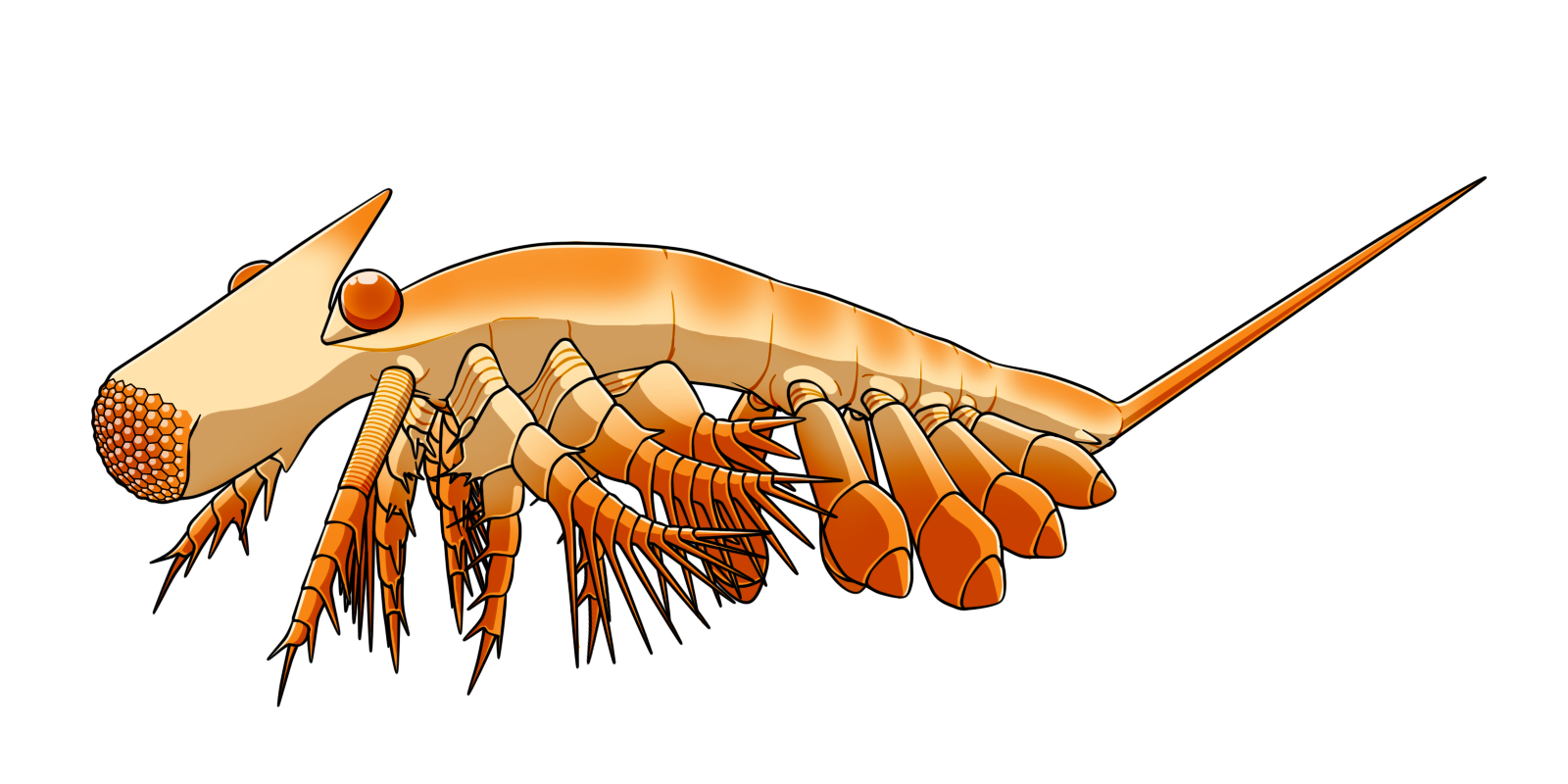
ゴチカリス　Goticaris
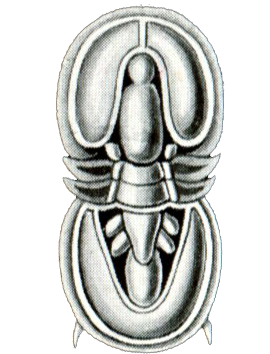
アグノストゥス・ピシフォルミス　Agnostus pisiformis
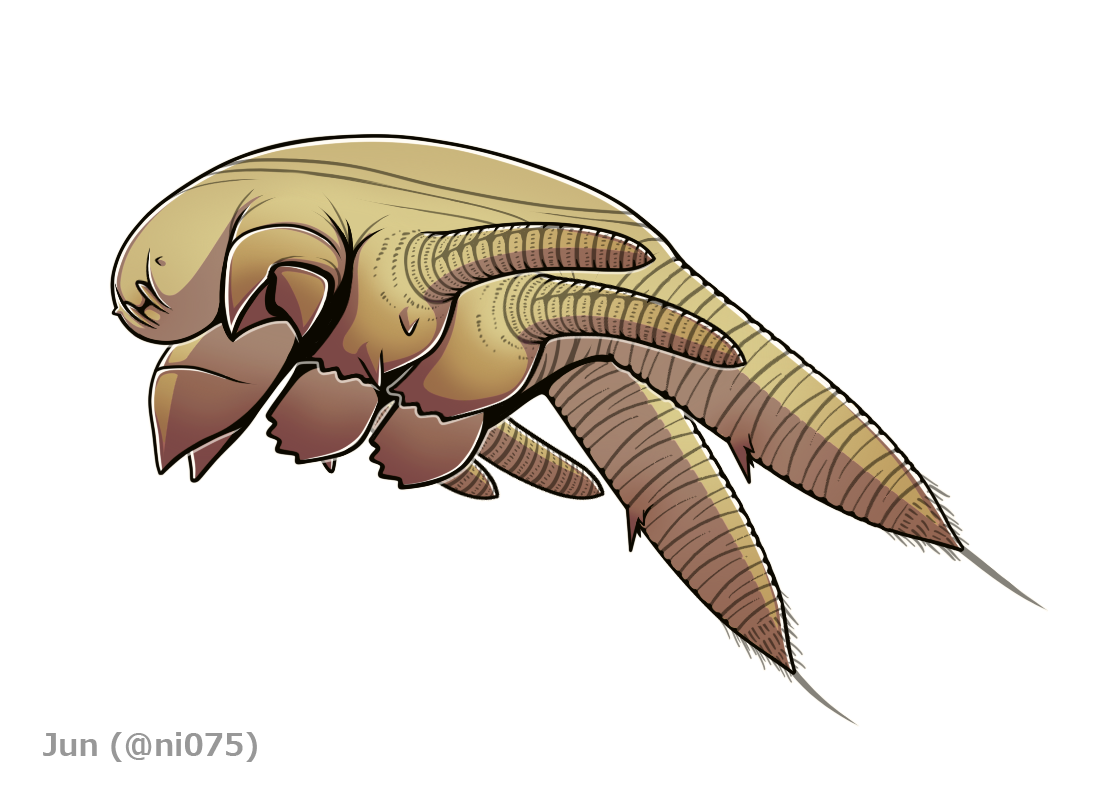
Cambropycnogon
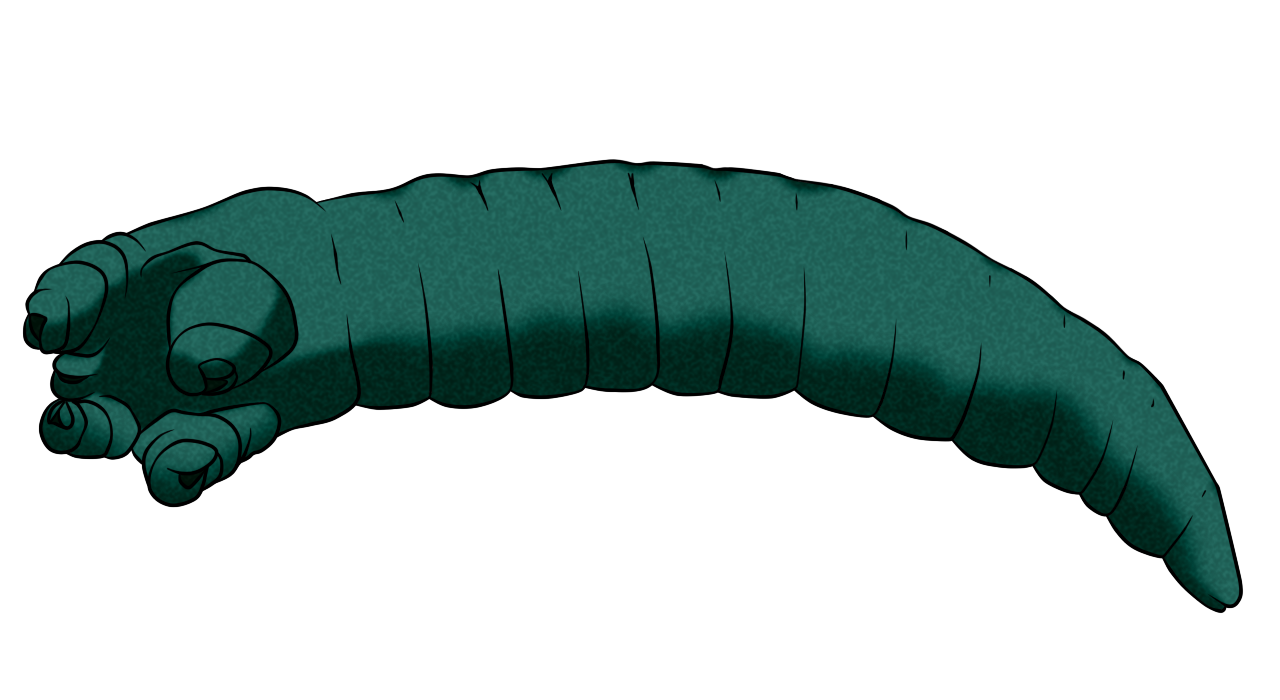
Aengapentastomum
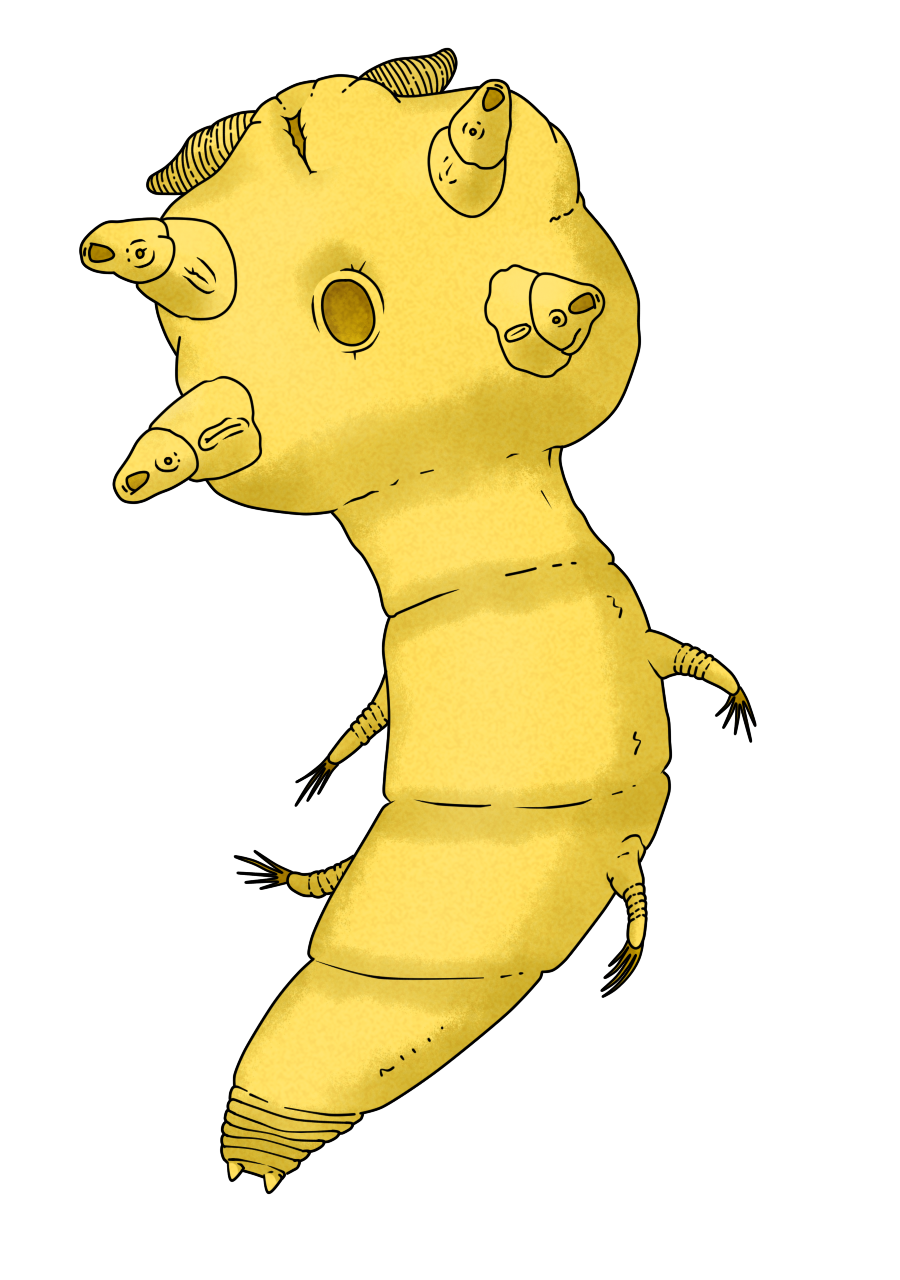
Boeckelericambria
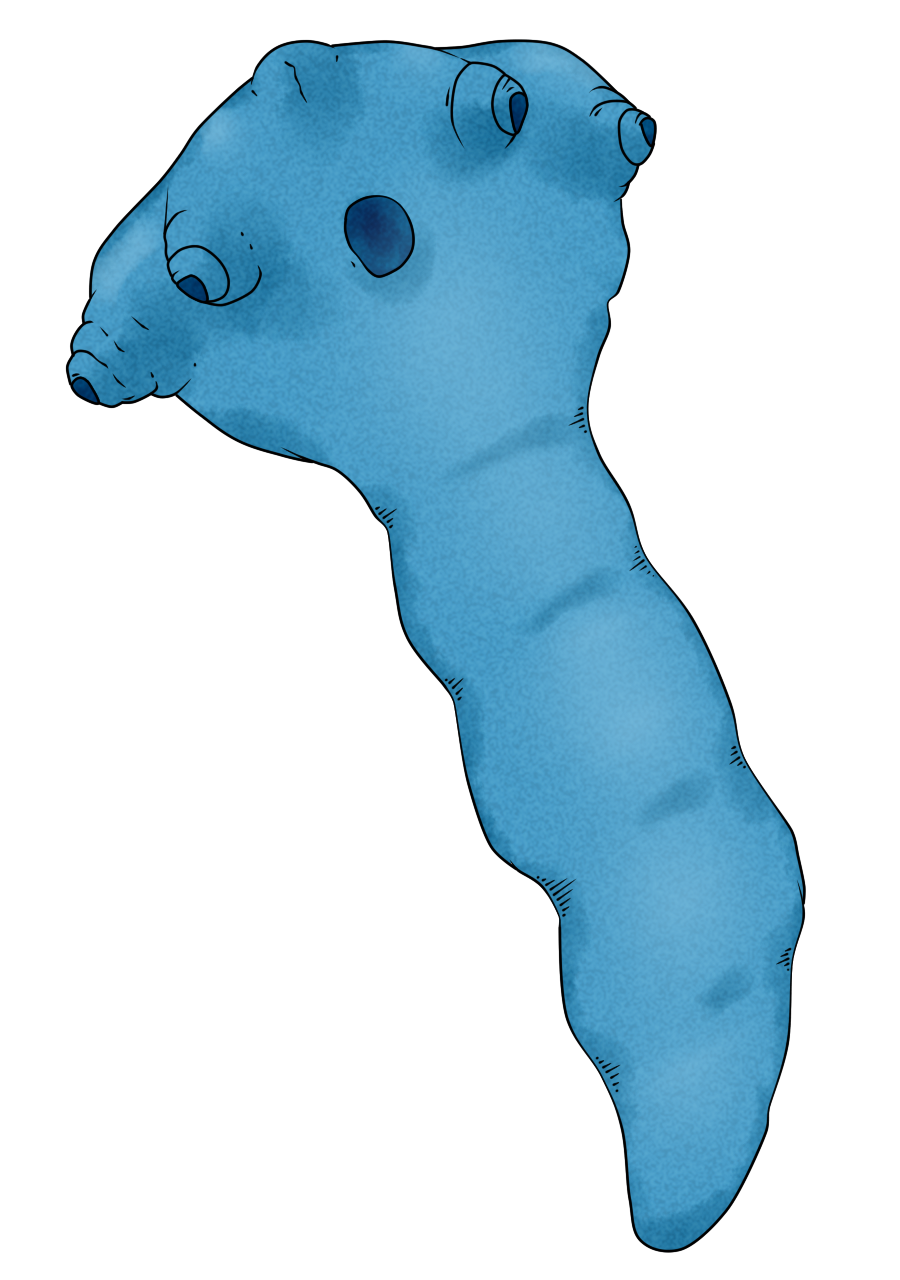
Haffnericambria
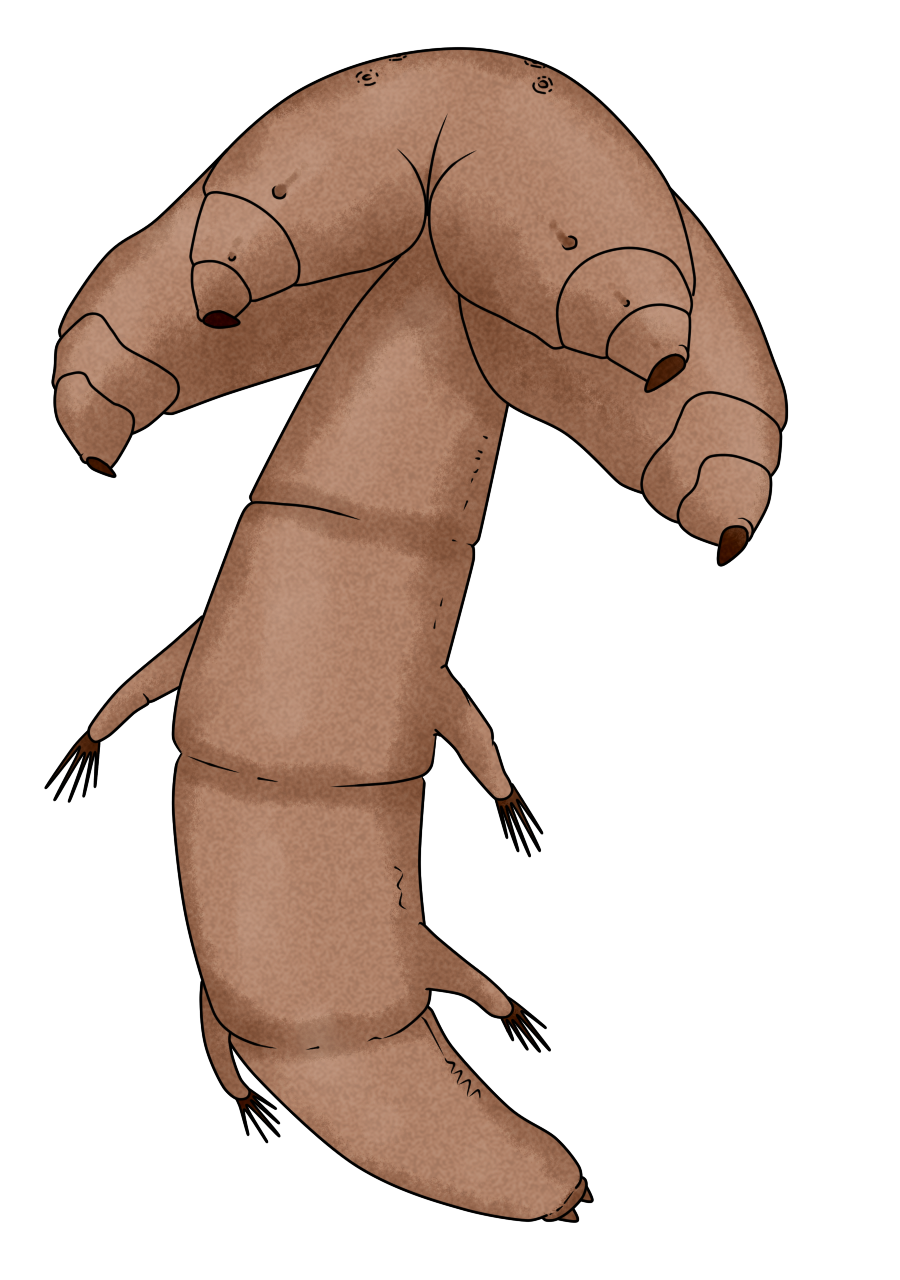
Heymonsicambria
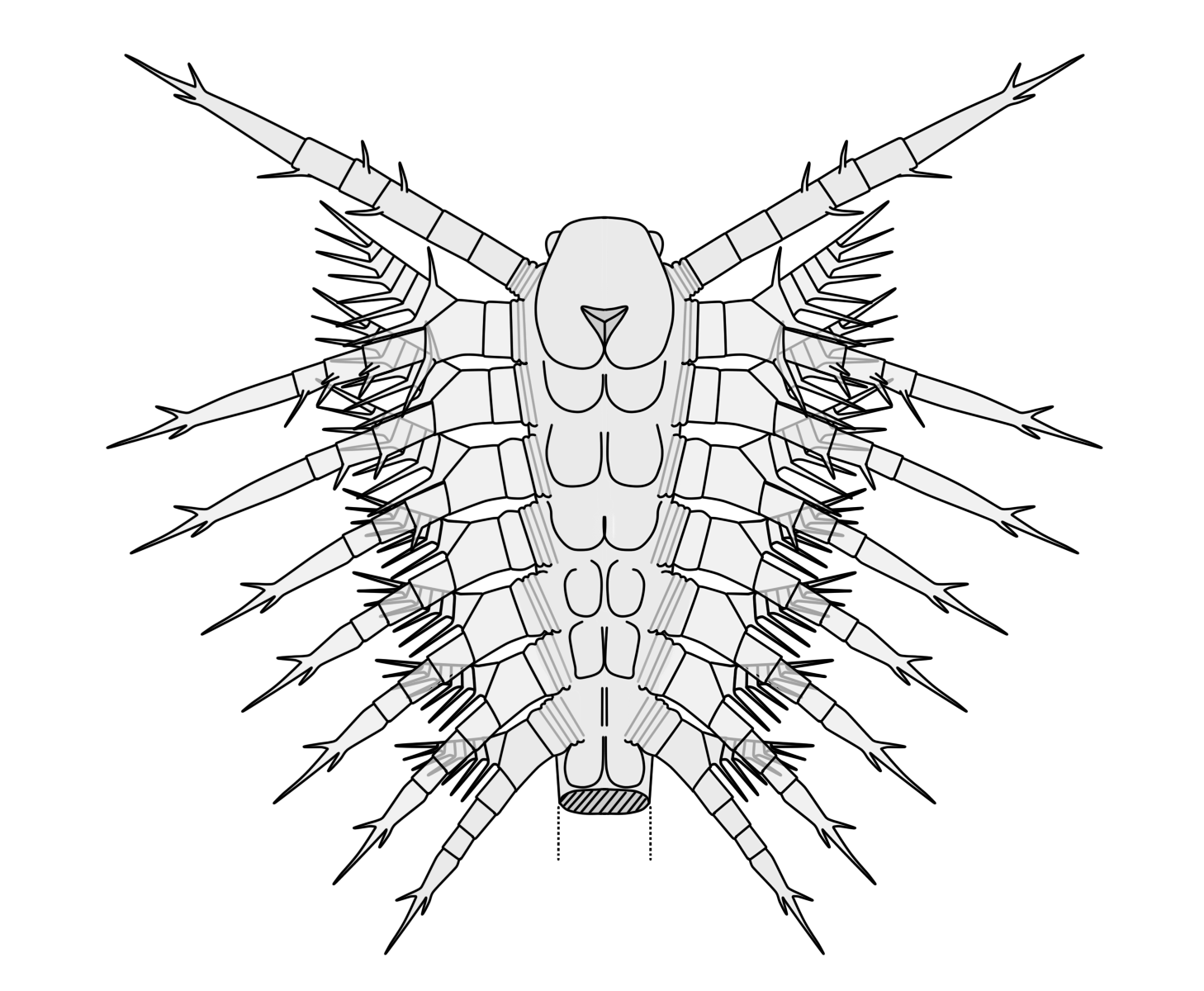
Cambrocaris（ポーランド）
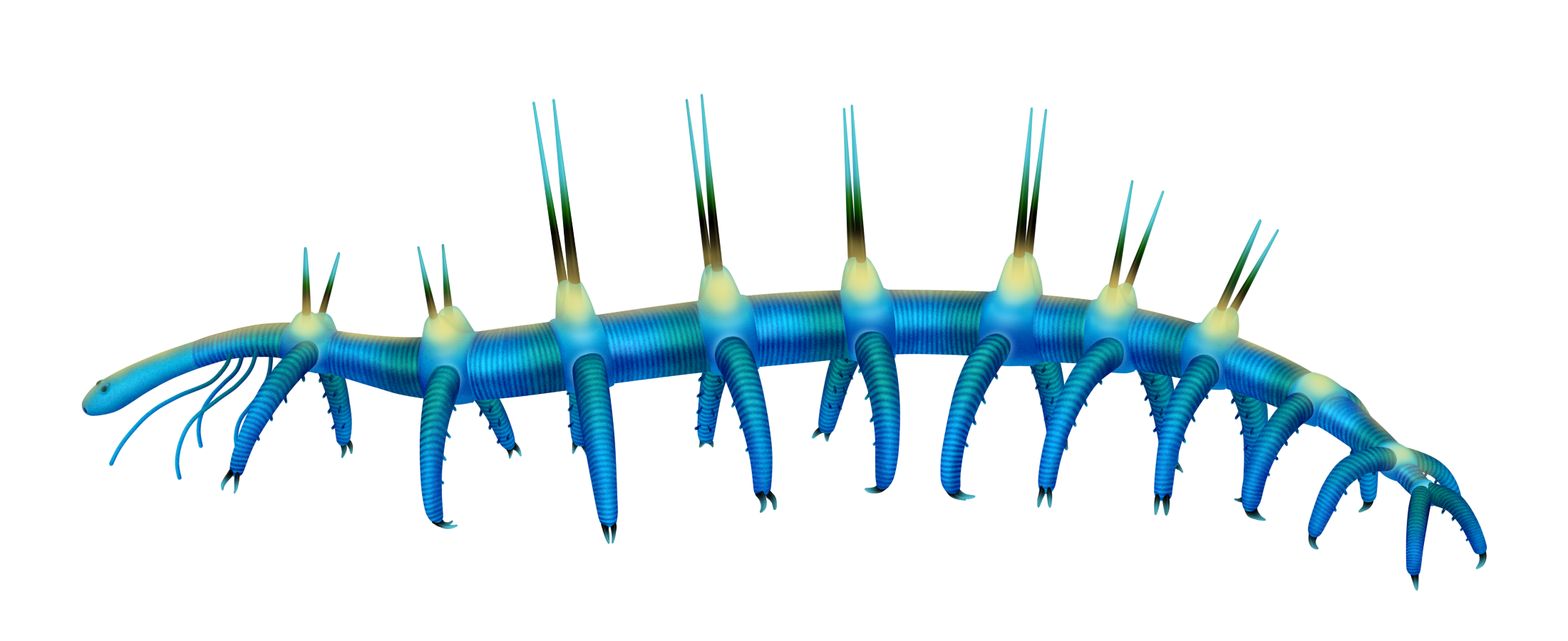
Orstenotubulus
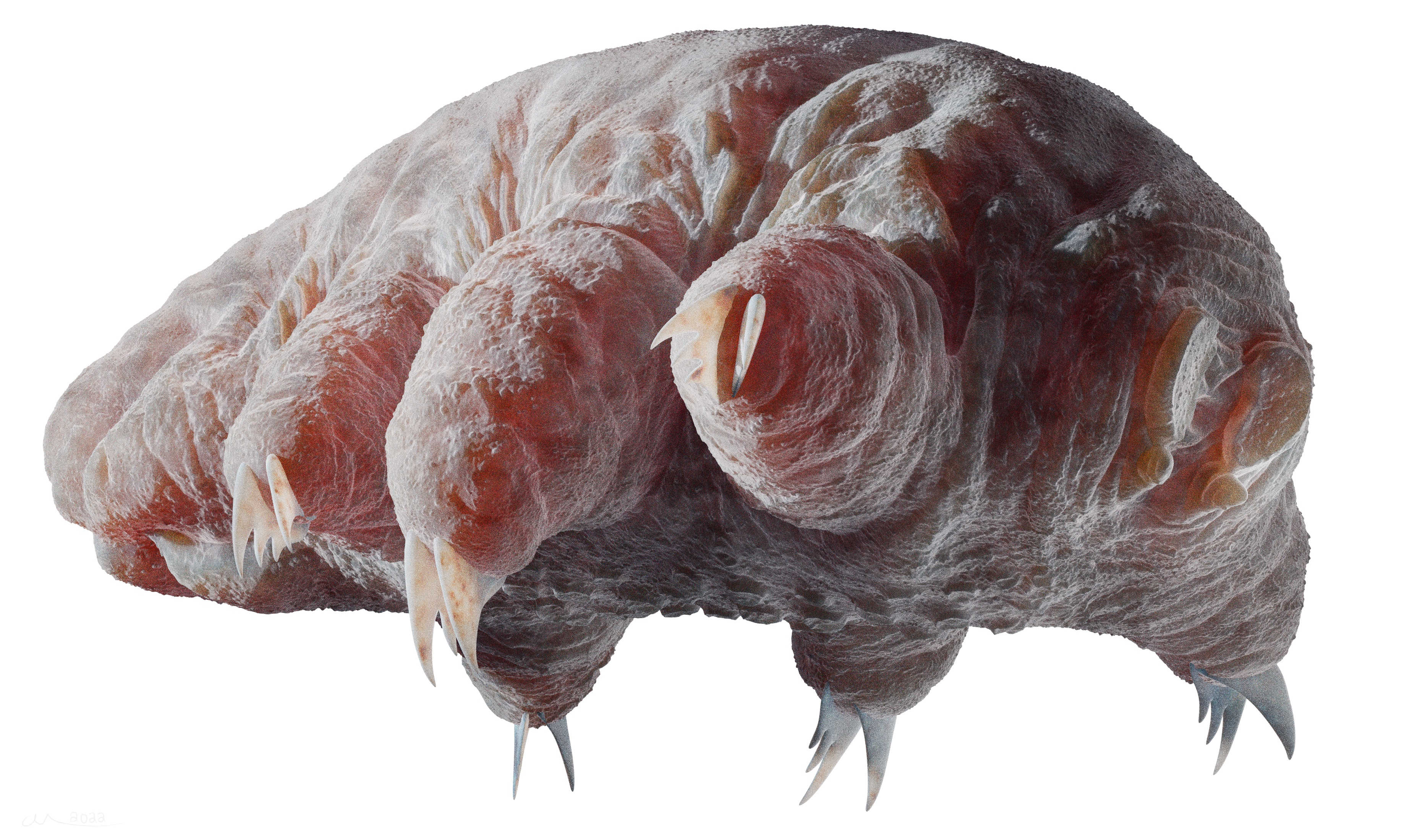
緩歩動物未命名種（シベリア）